# Леонтьевское кладбище
Леонтьевское кладбище — одно из действующих кладбищ Ярославля. Располагается в центральной части города, на Всполье. Часть некрополя занимает Военное мемориальное кладбище. На территории мемориального комплекса находится церковь святого Леонтия Ростовского (1791). На кладбище захоронены игроки хоккейного клуба «Локомотив», погибшие в авиакатастрофе.

## История
Кладбище основано в 1779 году в пустынном месте у края Угличской дороги, в связи с указом сената о вынесении кладбищ за черту города во избежание вспышек эпидемий. Чуть позднее сюда в разобранном виде была доставлена из города деревянная церковь в честь святителя Леонтия Ростовского. Одноимённый каменный храм был построен и освящён в 1791 году.
В 1960-е годы кладбище закрыли.
В 1993 году Леонтьевская церковь вместе с кладбищем была передана РПЦ. Тогда же закрытое прежде для захоронений кладбище было вновь открыто, официально — лишь для подзахоронений на участках, где уже есть могилы покойных родственников. Однако фактически с тех пор на кладбище массово производились новые захоронения. Стоимость участков колебалась от 50 тысяч рублей до нескольких миллионов. В результате множество могил — как тех, за которыми родственники не ухаживали, так и тех, за которыми ухаживали — были снесены и на их месте устроены новые.

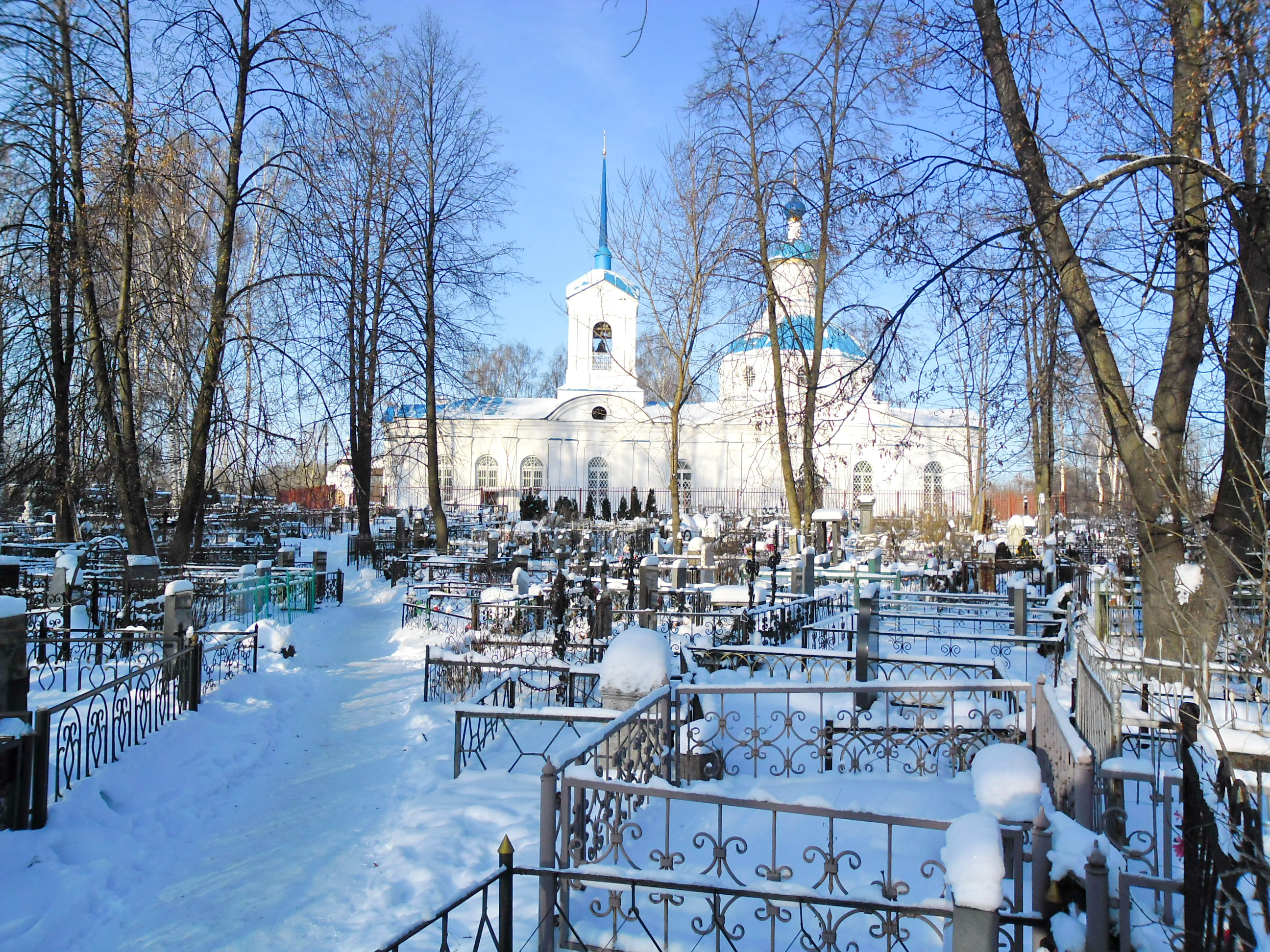
Кладбище зимой

В 2020 году управление кладбищем перешло от РПЦ к муниципальной службе городских кладбищ города Ярославля.

## Памятники
- Жертвам блокады Ленинграда
- Жертвам политических репрессий
- Погибшей команде Локомотив
- Жертвам Ярославского восстания 1918 года
- Военнопленным венграм и немцам времён ВОВ

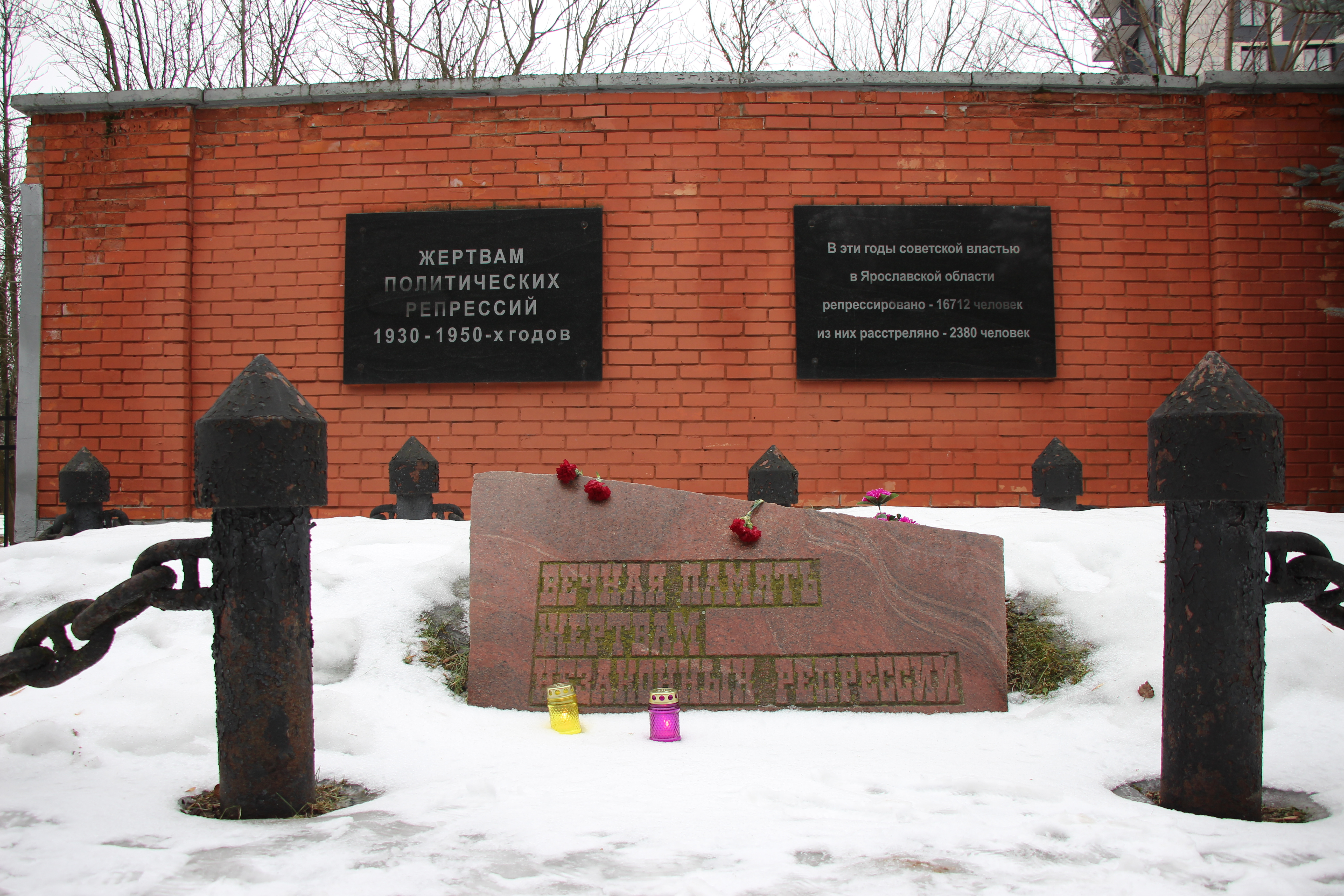
Мемориал жертвам политических репрессий на Леонтьевском кладбище города Ярославля.

## Происшествия
В июне 2008 года группа подростков совершила 4 погрома на кладбище; по словам представителя его администрации, всего было повалено около ста памятников, множество деревянных крестов выдернуто и воткнуто «наоборот».